# Maria Stockhaus
Maria Viktoria Stockhaus, född 15 maj 1963 i Spånga församling i Stockholms stad, är en svensk politiker (moderat), som är ordinarie riksdagsledamot sedan 2014, invald för Stockholms läns valkrets. Hon är ledamot i trafikutskottet (2019–).
Hon verkar även idag som trafikpolitisk talesperson för Moderaterna. Hon var kommunalråd i Sollentuna kommun, liksom ledamot av kommunfullmäktige, kommunstyrelsen samt ordförande i kommunens barn- och ungdomsnämnd från 2002 till 2014.
Maria Stockhaus var 2006–2015 ordförande i SKL:s utbildningsberedning.